# Bazooka Blitzkrieg
Bazooka Blitzkrieg (Destruction i Japan) är ett spel till Super Nintendo Entertainment System med Super Scope. Det släpptes 1992 av Bandai i USA, och i Japan 1993.